# Domenico Maria Lo Jacono
Domenico Maria Lo Jacono (Siculiana, 14 marzo 1786 – Girgenti, 24 marzo 1860) è stato un vescovo cattolico italiano,  84º vescovo di Agrigento.

## Biografia

### Carriera ecclesiastica
Nacque a Siculiana il 14 marzo 1786. Entrò in seminario nel 1800, prima in quello di Girgenti, poi continuò gli studi presso i Gesuiti a Palermo e infine passò all'ordine dei Chierici regolari teatini, conseguì il titolo di dottore in teologia e il 30 novembre 1808 fu ordinato diacono. Il 22 luglio 1810 fu ordinato sacerdote della congregazione all'età di soli 24 anni. Il 20 maggio 1844 fu selezionato come possibile vescovo di Girgenti ed il 17 giugno dello stesso anno fu confermato da papa Gregorio XVI durante il concistoro. Fu ordinato il 30 giugno dal cardinale Pietro Ostini. Durante il suo vescovato si interessò molto nel ricostruire la diocesi dopo la sede vacante (1839-1844). Il 3 maggio 1845 fece la prima visita pastorale al suo paese natale.
Morì a Girgenti il 24 marzo 1860.

## Genealogia episcopale
La genealogia episcopale è:
- Cardinale Scipione Rebiba
- Cardinale Giulio Antonio Santori
- Cardinale Girolamo Bernerio, O.P.
- Arcivescovo Galeazzo Sanvitale
- Cardinale Ludovico Ludovisi
- Cardinale Luigi Caetani
- Cardinale Ulderico Carpegna
- Cardinale Paluzzo Paluzzi Altieri degli Albertoni
- Papa Benedetto XIII
- Papa Benedetto XIV
- Papa Clemente XIII
- Cardinale Bernardino Giraud
- Cardinale Alessandro Mattei
- Cardinale Giacomo Giustiniani
- Cardinale Pietro Ostini
- Vescovo Domenico Maria Lo Jacono, C.R.